# Aeroportul Municipal Britton
Aeroportul Municipal Britton (IATA: TTO, ICAO: KBTN, FAA LID: BTN) este un aeroport din Dakota de Sud, Statele Unite ale Americii ce deservește zona Britton⁠(d). A fost numit după zona deservită.
Situat la o altitudine de 402 m, aeroportul dispune de 2 piste.

## Infrastructură

### Piste
Aeroportul dispune de 2 piste. Pista 13/31 are suprafața de asfalt și dimensiunile 4.210 picioare × 75 picioare. Pista 01/19 are suprafața de Iarbă și dimensiunile 2.034 picioare × 120 picioare. 